# Unreleased Bitterness
Unreleased Bitterness è un EP della Doom metal band inglese My Dying Bride. Il disco contiene unicamente il brano "The Bitterness and the Bereavement" che già appariva nel primo LP As the Flower Withers. La registrazione si riferisce al 1991 e l'edizione è stata realizzata da un amico del gruppo (con il pieno permesso della band) in sole 1 150 copie. Può tranquillamente essere considerato una rarità.

## Tracce
1. The Bitterness and the Bereavement – 7:49

## Formazione
- Aaron Stainthorpe - voce
- Andrew Craighan - chitarra
- Calvin Robertshaw - chitarra
- Rick Miah - batteria